# Арнштедт, Йост Фридрих фон
Йост Фридрих фон Арнштедт (Иост-Фридрих Аренштет; нем. Jost Friedrich von Arnstedt; 29 июля 1670 — 3 октября 1711) — саксонский посол в России (1700—1706).

## Биография
Родился в 1670 году в Магдебурге. Посещал Соборную школу в родном городе и Кёнигсбергский университет. В дальнейшем поступил на саксонскую службу к курфюрсту Августу Сильному.
Несколько лет служил саксонским послом в России (1703—1706) при дворе царя Петра Великого в период совместного участия обоих стран в Северной войне против Швеции. В этот период имел звание генерал-адъютанта при том, что на тот момент имел чин полковника (в более поздней русской терминологии это был бы флигель-адъютант).
Прибыл в Москву в марте 1703 года первоначально за обещанной Петром субсидией Саксонии на войну со Швецией в размере 150 000 рублей. Столько денег у Петра не было, и их сбор занял несколько дней, причём его фаворит Меншиков внёс некоторую небольшую сумму собственных денег. Собранные деньги были переданы Арнштедту несколько дней спустя в Москве или в подмосковном дворце в Преображенском (не сохранился).
Весной 1703 года был свидетелем взятия русскими войсками шведской крепости Ниеншанц, поблизости от которой вскоре был основан Санкт-Петербург. В ноябре того же года Пётр Великий принимал Арнштедта в Москве, где тот настоятельно просил царя направить войска на помощь Саксонии, угрожая в противном случае заключить сепаратный мир со шведами. В январе-феврале 1704 года Арнштедт вновь неоднократно встречался с Петром, причём тот посвятил его в детали плана летней военной кампании. Летом 1704 года Арнштедт был свидетелем осады русскими войсками шведской Нарвы, которая закончилась резнёй жителей взятого города. В начале 1705 года Пётр в письме к Августу из Воронежа жаловался на Арнштедта, который не захотел принять в Нарве 300 тысяч рублей субсидий серебряными копейками, а вместо этого попросил выдать ту же сумму в ефимках (талерах).
В 1705 году указом курфюрста был повышен до генерал-майора.
В 1706 году встречался с Петром в Орше (совр. Белоруссия), где подал ему верительные грамоты, из чего, возможно, следует, что какое-то время отсутствовал в России после истории с талерами. В Орше царь выказал своё разочарование действиями союзников, связанное с поражением саксонцев при Фрауштадте, после которого шведы казнили русских пленных из вспомогательного корпуса, и жаловался в переписке, что выделял им субсидии зря. В апреле 1704 года приближённый Петра А. Г. Головкин приказал тайно распечатывать и просматривать депеши Арнштедта к Августу. Летом 1706 года шведы вторглись в Саксонию и король Август втайне от Петра подписал с ними Альтранштедтский мирный договор. После этого генерал-майор Арнштедт покинул Россию.
Скончался в 1711 году во Фрайберге.
Был женат имел двоих сыновей.
В приходской церкви в немецком Отцдорфе (в черте Росвайна) в интерьере сохранился его портрет.